# Играчки контролер
Играчки контролер (или само контролер), улазни уређај који се користи у видео-играма, углавном како би се контролисао предмет или лик унутар истих. Обично се прикључује на играчке конзоле или рачунаре.
У контролере спадају тастатура, миш, гејмпед, џојстик итд. Уређаји посебне намене, као што су волани у тркачким играма, светлосне пушке у пуцачинама или плесне подлоге у плесним играма, такође спадају у контролере.